# Charaxes lactetinctus
Charaxes lactetinctus är en fjärilsart som beskrevs av Karsch 1892. Charaxes lactetinctus ingår i släktet Charaxes och familjen praktfjärilar. Inga underarter finns listade i Catalogue of Life.